# HD 9446
HD 9446 é uma estrela de classe G da sequência principal a cerca de 170 anos-luz da Terra na constelação de Triangulum. É parecida com o Sol, tanto em tamanho quanto em luminosidade.
Em 5 de janeiro de 2010 foi anunciada a descoberta de dois planetas orbitando HD 9446.
| Planeta | Massa           | Semieixo maior (UA) | Período orbital (dias) | Excentricidade |
| ------- | --------------- | ------------------- | ---------------------- | -------------- |
| b       | >0,70 ± 0,06 MJ | 0,189 ± 0,006       | 30,052 ± 0,027         | 0,20 ± 0,06    |
| c       | >1,82 ± 0,17 MJ | 0,654 ± 0,022       | 192,9 ± 0,9            | 0,06 ± 0,06    |